# James Mina Camacho
James Mina Camacho (Padilla, Cauca, Colombia; 17 de julio de 1954) es un exfutbolista y entrenador colombiano. Como jugador, se desempeñó como arquero y jugó en Independiente Santa Fe, Cristal Caldas y en el Deportes Quindío. Con Santa Fe, Mina Camacho fue campeón del Fútbol Profesional Colombiano en el año 1975; y actualmente es el quinto (5) jugador con más partidos disputados. Además, jugó con la Selección Colombia la Copa América 1983. Como entrenador, dirigió al Cristal Caldas en el año 1987, y además fue entrenador en las divisiones inferiores de Independiente Santa Fe y entrenador de arqueros del Deportivo Quevedo de Ecuador. El arquero de Padilla, es considerado uno de los mejores jugadores en la historia de Santa Fe, y del Fútbol Profesional Colombiano. 

## Trayectoria

### Inicios
José James Mina Camacho nació en el municipio de Padilla, en el departamento del Cauca, en el occidente de Colombia. Allí, empezó a jugar al fútbol; y representó a su departamento en los Juegos Nacionales de 1972. Luego de haber estado en los Nacionales, recibió ofertas para ir a jugar a las inferiores del Cúcuta Deportivo, de Millonarios y de Independiente Santa Fe. Después de un tiempo, James decidió ir a jugar a Santa Fe. 

### Independiente Santa Fe
Después de haber jugado en las divisiones inferiores, Mina Camacho debutó como profesional con la camiseta de Independiente Santa Fe en el año 1973. Entre 1973 y 1974, jugó algunos partidos; y en el año 1975 ganó el primer título de su carrera profesional cuándo el equipo cardenal se coronó campeón del Fútbol Profesional Colombiano por sexta vez en su historia. En ese año, jugó varios partidos en el hexagonal final y destacó dentro de una nómina con grandes jugadores como los colombianos Alfonso Cañón, Ernesto "Teto" Díaz, Alonso "Cachaco" Rodríguez, Luis Alberto Montaño, y los argentinos Juan Carlos "Nene" Sarnari y Carlos Alberto Pandolfi. Así, James terminó de gran manera su etapa en el equipo cardenal de la ciudad de Bogotá. 

### Once Caldas
En el año 1976, Independiente Santa Fe mandó a James a jugar a préstamo al Cristal Caldas de Manizales. En el equipo "Albo", jugó durante 6 meses; y volvió a Santa Fe.

### Regreso a Santa Fe
Después de haber jugado por un tiempo en el Cristal Caldas, James regresó a Independiente Santa Fe. En el año 1977, James se ganó un lugar en la nómina titular, y jugó muchos partidos. Mina Camacho, se destacó en la nómina de Santa Fe y se convirtió en uno de los ídolos de la hinchada. Jugando con Santa Fe, Mina tuvo buenas y malas temporadas; y entre ellas, destacó en la del subcampeonato de 1979, y en la Copa Libertadores de América del año 1980. Con el equipo cardenal, James se convirtió en uno de los mejores arqueros del Fútbol Profesional Colombiano gracias a grandes actuaciones. La etapa del arquero nacido en Padilla, fue hasta el año 1983; cuándo se fue como una figura y un ídolo de la afición. 

### Cúcuta Deportivo
Luego de una muy buena etapa jugando en Santa Fe, James se fue a jugar al Cúcuta Deportivo a principios del año 1984. En el equipo del oriente de Colombia, James tapó varios partidos y luego de haber jugado durante un semestre se fue al Deportes Quindío. 

### Deportes Quindío
A mediados de 1984, José James se fue a jugar al Deportes Quindío. En el equipo de la ciudad de Armenia, jugó varios partidos y tuvo destacadas actuaciones. En el equipo "Cuyabro", jugó hasta finales del año 1985. 

### Regreso al Once Caldas
Gracias a sus buenos partidos con el Deportes Quindío, James se fue a jugar por segunda vez en su carrera al Cristal Caldas en el año 1986. En el equipo de Manizales, fue titular y una de las figuras. La etapa del arquero caucano en el equipo, fue hasta finales del año 1988; cuándo después de haber tenido una gran carrera deportiva se retiró del fútbol profesional.  

### Selección Colombia
Sus grandes actuaciones vistiendo la camiseta de Santa Fe, James fue convocado varias veces a jugar a la Selección Colombia. Con la selección, jugó el Torneo Preolímpico de 1976 y la Copa América de 1983. 

### Carrera como entrenador
En el año 1987, un tiempo después de haberse retirado del fútbol profesional, James dirigió junto al exfutbolista Janio Cabezas al Cristal Caldas por algunos partidos. En el año 2006, James volvió a Independiente Santa Fe para ser entrenador de arqueros de la nómina profesional, y entrenador de las divisiones inferiores. Además, Mina fue entrenador de arqueros del Deportivo Quevedo de Ecuador.

## Otros trabajos
Entre 1989 y 2005, James Mina Camacho tuvo varios trabajos. Fue tramitador de tránsito, y vendedor de camisetas en Bogotá, y fue propietario de una discoteca y pescador en su natal Padilla. 

## Los buzos de colores
Además de sus grandes habilidades como arquero, James también era conocido por sus llamativos buzos de colores que usaba a la hora de jugar. Mina empezó a usar buzos de colores cuándo jugaba en Santa Fe, ya que el buzo de color negro no era de su agrado. Así, empezó a jugar con buzos de varios colores. El caucano llegó a tener más de 180 buzos. 

## Clubes
| Club             | País     | Año(s)                |
| ---------------- | -------- | --------------------- |
| Santa Fe         | Colombia | 1973-1975 y 1977-1984 |
| Cristal Caldas   | Colombia | 1976 y 1986-1988      |
| Cúcuta Deportivo | Colombia | 1984                  |
| Deportes Quindío | Colombia | 1984-1985             |

## Palmarés

### Campeonatos nacionales
| Título           | Club     | País     | Año  |
| ---------------- | -------- | -------- | ---- |
| Primera División | Santa Fe | Colombia | 1975 |

## Convocatorias a selecciones
| Selección | Torneo (s)                       | Año (s)     |
| --------- | -------------------------------- | ----------- |
| Colombia  | Torneo Prolímpico y Copa América | 1976 y 1983 |